# Thibault Corbaz
Thibault Corbaz (Morges, 7 gennaio 1994) è un calciatore svizzero, centrocampista svincolato.

## Caratteristiche tecniche
È un centrocampista centrale.

## Carriera
Nato a Morges, è cresciuto nel settore giovanile del Basilea
Ha debuttato fra i professionisti il 1º febbraio 2014 durando il prestito al Bienne, disputando l'incontro di Challenge League perso 3-2 contro lo Sciaffusa.
Il 27 luglio 2018 ha debuttato invece in Super League con il Neuchâtel Xamax.